# Papier journal

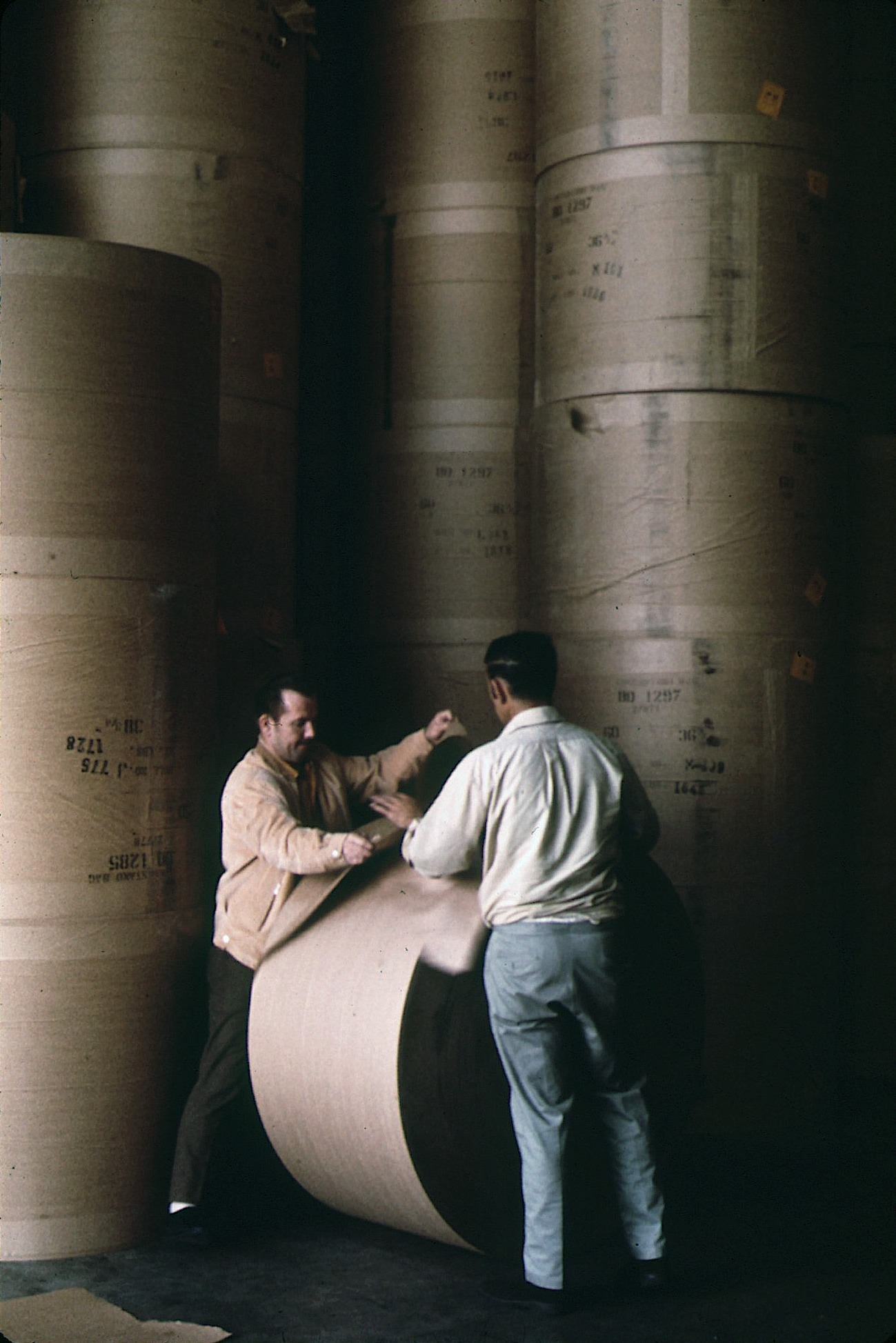
Papier journal

Le papier journal est un type de papier utilisé pour imprimer les journaux. Il se caractérise par une qualité et des coûts de production plus faibles.

## Le papier journal
Il est fabriqué sur des machines à papier à grande vitesse à partir d’un mélange de pâte à papier, ce mélange pouvant lui-même être constitué, selon les régions et selon la disponibilité de la fibre d'une ou de plusieurs des pâtes suivantes :
- pâte thermomécanique (faite à 100 % de résineux d'abord taillés en copeaux) ;
- pâte mécanique (faite à 100 % de résineux, souvent taillés en bille de 4 pieds) ;
- pâte chimique (composée d'essences variables) ;
- pâte recyclée (fabriquée à partir d'un mélange de vieux journaux et magazines).

C’est un papier d’une grande opacité et de blancheur médiocre (habituellement autour de 57 sur une échelle de 0 à 100) qui jaunit et vieillit rapidement à cause de son fort contenu en lignine (un composé du bois qui demeure dans la pâte de papier dans les procédés de mise en pâte mécaniques).
Surtout utilisé en typo ou offset dans des grammages légers compris entre 38 et 52 g m−2, il absorbe l’encre, a une porosité élevée et permet un séchage rapide.
Contenant peu de charges, rarement collé, simplement apprêté sur lisse, il offre un rendu des similis (photos) très médiocre même en grosse trame.
Imprimé sur des machines rotatives typographiques et actuellement selon le procédé d'impression offset pour des tirages à grande vitesse, il est conditionné en bobines de 500 à 600 kg.

## Histoire

### XVIIesiècle
L'industrie papetière s'implante à Annonay au XVIIe siècle pour bénéficier de la qualité des eaux, de la force motrice des rivières et de l'abondance de la matière première, en particulier les chiffons. Les Montgolfier, papetiers originaires d'Auvergne, installés à Vidalon-lès-Annonay. Les Johannot, autre famille auvergnate, sont installés depuis 1634 à Faya.
Au XVIIe siècle aussi, en particulier à partir de 1673, les Hollandais utilisent pour la première fois le cylindre qui porte leur nom, appelé aussi pile hollandaise, afin d'optimiser la trituration des chiffons, méthode plus efficace que celle des piles à maillets car moins gourmande en énergie et en personnel, pour une « qualité bien supérieure des papiers ». Plus tard, les papetiers d'Annonay importeront les innovations technologiques de Hollande.

### XVIIIesiècle
Au XVIIIe siècle, la méthode des Hollandais, malgré la difficulté à l'adapter sans charpentier très qualifié, est adoptée dans d'autres pays, en  1710 en Allemagne de l’ouest, puis en 1711 en Prusse, 1726 en Suisse, mais seulement vers 1730-1740 en France et vers 1750 en Angleterre.
L'ardèchois Pierre de Montgolfier, à Annonay, fait des tentatives infructueuses puis reçoit le soutien de Jean-Guillaume Ecrevisse, papetier hollandais recruté par l'Inspecteur des manufactures Nicolas Desmarest, physicien, géologue et géographe, qui équipe de nombreux moulins à papier français entre 1760 et 1780. Desmarest fit en 1768 et 1777, deux voyages en Hollande, pour étudier la fabrication du papier et, par ses conseils contribua beaucoup aux améliorations introduites dans les fabriques d’Annonay.
En 1780, les usines de papier d'Annonay produisent 300 tonnes de papier mais l'embauche par les frères Montgolfier des meilleurs ouvriers provoque une raréfaction de la main-d’œuvre, et des demandes de hausses de salaire puis une grève de deux mois fin 1781 dans l’atelier de Vidalon. Après une longue période de tensions entre le patron et ses employés, le premier perd, par son attitude intransigeante, le meilleur de sa main-d'œuvre.
En 1782, la première montgolfière, qui prend le nom des deux frères Étienne et Joseph Montgolfier, s'élève à Vidalon-lès-Annonay, constituée d'un grand sac de papier doublé de toile placé au-dessus d'un feu de paille mouillée et de laine. 

### XIXesiècle
Au cours de la seconde moitié du XIXe siècle émergent les pâtes chimiques, des procédés chimiques s'appuyant sur les travaux d'Anselme Payen, mis au point pour obtenir des fibres à partir du bois, plutôt que le coton provenant des vieux chiffons, ce qui augmente très fortement la solidité des papiers ainsi fabriqués et autorise une plus grande vitesse de production. Les journaux français commencent à voir leurs besoins en papier augmenter. Le Petit Journal voit ses tirages décoller dans les années 1860, atteignant 38 000 exemplaires en juillet 1863, puis 250000 en octobre 1867 et 340000 en novembre 1969 lors de l'Affaire Troppman, à l'occasion de l'assassinat d'une famille de 8 personnes. Mais depuis le milieu du XIXe siècle, les difficultés d'approvisionnement en chiffons et la flambée de leurs prix favorisent le recours au bois, par ailleurs valorisé par ces progrès techniques. Le papier est plus que jamais nécessaire en grandes quantités pour l'industrie naissante de la presse, mais aussi pour l'emballage, le carton et le papier à lettres. Et Anselme Payen a établi la preuve scientifique que toutes les cellules végétales contiennent une substance blanche et fibreuse, adaptée à la fabrication du papier journal et à l'imprimerie à grande échelle: la cellulose. 
L'invention de la première pâte de bois est attribuée à Friedrich Gottlob Keller, tisserand de la Saxe, en Allemagne, qui dépose son brevet en 1844 puis le cède en 1846 son compatriote Heinrich Voelter(1817-1887) de Heidenheim en 1846, qui développe ensuite avec Johann Matthäus Voith (1803-1874) le procédé de pâte mécanique.
Dans son livre d'idées, Friedrich Gottlob Keller avait noté en 1841/42 l'idée de "fabriquer du papier à partir de fibres de bois produites par friction"  et observe que les nids de guêpes sont des fibres de bois salivé. À la fin de 1843, il finalise un mélange de bois finement broyé et de chiffons puis achète en 1945 une usine de papier à Kühnhaide près de Marienberg dans les Monts Métallifères, en partie détruite lors d'une inondation. Forts du brevet qu'ils lui achètent, Heinrich Voelter et Johann Matthäus Voith fondent Voith, une entreprise pionnière dans la construction de matériel papetier.
À partir du milieu des années 1870, au début des défibreurs à pâte mécanique, de nombreuses usines se créent pour les mettre en œuvre sur le territoire français, en utilisant pour la première fois la houille blanche. Parmi les promoteurs français de cette pâte à papier moderne, Aristide Berges, par ailleurs connu pour avoir utilisé avant les autres l'énergie "stockée dans les montagnes", qu'il nomme la Houille Blanche. L'inventeur français dépose trois brevets et valorise l'énergie hydraulique dans ses défibreurs à meule à Lancey, dans la vallée du Grésivaudan, près de Grenoble. La première usine est celle d'Aristide Berges à Lancey en 1869, suivie de celle des usines Matussière à Domène et Moulin-Vieux (Pontcharra), puis de l'usine de Mandeure (Doubs), mais aussi de celle fondée en 1873 à  Saint-Rémy-de-Maurienne par Jules-François Horteur, maire de Chavannes puis député républicain modéré de Saint-Jean-de-Maurienne, grâce à une prise d’eau en altitude sur le ruisseau de la Lescherette, descendu de la chaîne de Belledonne, et un câble double doté de petites bennes, relié à la gare des Chavannes, distante de 1 km, pour s'approvisionner en bois de tremble bourguignons et franc-comtois par le chemin de fer. Un demi-siècle plus tard, après avoir agrandi sa chute d'eau en 1900, elle vendait la moitié de ses pâtes à papier dans la région parisienne et en Charente. Les papeteries Rouchez & Vielhomme sont les premières dans la vallée du Grésivaudan, avec une pâte chimique au bisulfite adaptée aux papiers à base de pâte mécanique pour le journal.
Les besoins en papier de la presse française augmentent à nouveau et bénéficient de ces progrès techniques. La suppression d’un impôt nouveau pour toutes les industries utilisant et transformant le papier est votée par la Chambre des Députés le 21 décembre 1884. En 1885, la pâte mécanique est devenue chez la plupart des éditeurs de journaux aux États-Unis et au Canada la matière première du papier journal, qui est devenu le pilier du marché des papiers de grande consommation, grâce aux volumes d'impressions dopés par  l’apparition de la rotative et de la linotype. Pour assurer ces gros chiffres de production aux États-Unis, la machine à table plate s'impose au détriment de la machine à forme ronde. En 1886, l'ingénieur américain Warren Curtis, directeur du journal Post Dispatch
de St-Louis, pose les bases de la première usine de papier à base de pâte de bois d'Amérique du Nord, douze ans avant de devenir le cofondateur de l'International Power and Paper, géant papetier américain puis numéro un mondial de la pâte à papier ,. Sa société américaine, l'"Hudson River Paper", commande à une autre, la "Pusey and Jones", deux machines de 2,80 mètres capables de livrer du papier journal à la cadence de 75 mètres par minute, grâce à 22 cylindres sécheurs de 1,2 mètre de diamètre chacun, mieux dimensionnés que les précédents. En un peu plus d'une décennie, l'offre plus abondante amène une division par deux du prix du papier , qui tombe à seulement 36 dollars la tonne au tournant du XXe siècle.
En France, les journaux populaires commencent à accroître leur pagination, qui était encore de seulement six pages en moyenne en 1890 mais qui monte 8 à 12 pages en 1914, selon les jours de la semaine, tandis que les tirages sont portés par le développement de la vente au numéro et par l'utilisation de la première page pour faire connaitre le contenu de tout le journal. Le tirage du Petit Parisien passe de 100000 exemplaires en 1884 à 300000 exemplaires en 1889, soit un triplement en sept ans, puis 600000 exemplaires en 1896, un doublement en sept ans, et enfin un million d'exemplaires en 1902 et 1,45 million en 1914, ce qui en fait le plus grand quotidien du monde. Son patron Jean Dupuy sera plusieurs fois ministre avant-guerre.
Car d'autres innovations ont suivi. En 1898, la première enrouleuse à deux tambours puis en 1906 la première machine à commande sectionnelle électrique capable de moduler la vitesse de sortie du papier fini. Pour s'assurer la matière première, des investisseurs américains fondent au Canada des entreprises papetières, dont Laurentide Co, première société canadienne de production de papier journal de 1898 à 1919, dans un contexte d'embargo sur l'exportation de bois décrété par l'Ontario en 1900 et par le Québec en
1910 puis de libéralisation de l'importation du papier journal aux États-Unis en 1913. Dès 1891, le site canadien avait bénéficié de l'adjonction d'une voie ferrée. Comme en France et en Suisse, les industriels des médias américains se diversifient dans le papier et investissent dans des sites qui bénéficient d'une production hydroélectrique. En 1912, le grand journal quotidien Chicago Tribune, dirigé par l'éditeur Robert McCormick, fonde l'Ontario Paper Company, dont une usine de papier est construite dans le Sud de l'Ontario, approvisionnée par bateau à partir des forêts du nord du lac Supérieur et de la Côte-Nord du Québec. Warren Curtis est de nouveau chargé du projet et utilise l'hydroélectricité des chutes Niagara.

### Avant la première guerre mondiale
La papeterie française s'implante à la fin du XIXe siècle et au début du suivant de plus en plus à proximité des ports, afin d'augmenter la part d’importation dans ses approvisionnements, tout en souhaitant rester proche du marché parisien qui représente plus des deux tiers de la consommation française. Participant à ce mouvement le papetier Gouraud et sa future Papeteries de l'Ouest créé deux usines de pâte, la première en aval de Nantes à Chantenay sur Loire, où elle emploie vers 1900 environ 700 ouvriers puis une seconde, la « Rouennaise de cellulose », fondée en 1906 dans la région de Rouen, au Grand-Quevilly, afin de fabriquer des pâtes chimiques à partir du bois  venu de Scandinavie. La société est très tôt en difficulté, dès 1910 ce qui fait que le cours de ses actions s’effondre. Navarre rachète alors la majorité du capital avec le soutien de la société Giros et Loucheur de Louis Loucheur, futur ministre de l'armement, puis prend le contrôle de la société.
En 1911, S.A. Girard Frère fusionne avec la Papeterie Gouraud. La crise économique des années 1930 a perturbé l'activité, du coup la papeterie de Tiffauges ferme en 1933, et celles de Cugand et Chantenay-sur-Loire en décembre 1934.
En 1917, André Navarre regroupe ses usines dans la société anonyme Papeteries Navarre, présidée par Aimé Bouchayer, héritier de la dynastie d'Auguste Bouchayer, industriel et chercheur grenoblois spécialiste des technologies de la conduite forcée. Parmi ses actionnaires, des industriels lyonnais, dont les Gillet, et la lyonnaise Banque privée. A  l’issue de la guerre, subsistent des centaines de petites papeteries industrielles en France,  alors que la production n'est pas encore très spécialisée.  

### Entre deux-guerres
Pendant la guerre, les tirages de la presse s'envolent pour culminer au-dessus de 8 millions d'exemplaires en 1917 même si la censure finit par créer une érosion. À lui seul, le Petit Parisien grimpe à deux millions à l'été 1916. Mais en 1918, les journaux français ont du mal à retrouver leur pagination de 1914 et ne le font que très lentement, en raison des restrictions de papier, le second poste de dépenses des journaux. En moyenne, ils ont seulement 6 pages en 1921, puis 8 pages en 1924 avant d'atteindre enfin une moyenne de 10 pages en 1928 puis 12 à 16 pages en 1932. 
La consommation de papier est aussi limitée par les difficultés commerciales des « quatre grands » quotidiens parisiens, qui voient leur audience diminuer fortement: le Petit Parisien passe de 1,5 million d'exemplaires en 1914 à un million en 1939, Le Matin (journal)  de 900 000  à 350 000, Le Journal de 850 000 à 400 000 et Le Petit Journal de 1 million à 150 000. Pour les historiens, l'émergence de la radio, très lente en France n'explique pas ces dificultés: en 1939, l' Allemagne comptait 10,2 millions de récepteurs, la Grande-Bretagne 9,8 millions et la France deux fois moins. Les hebdomadaires non plus, malgré le succès tardif , en 1934, du Journal de Mickey premier magazine pour la jeunesse avec 500 000 exemplaires, puis de "Marie-Claire" (800 000 exemplaires dès 1938, un an après sa création), promu « premier hebdomadaire français toutes catégories confondues ».
Seule la presse régionale se développe réellement, grâce aux correspondants locaux recourant à l'automobile, comme à La Dépêche de Toulouse qui propose "dix-sept éditions, adaptées aux besoins de pas moins de trente départements différents tandis que Ouest-Éclair de Rennes est le quatrième quotidien français en 1939. Mais la diffusion globale est bien plus faible qu'aux États-Unis, où en 1940 le tirage des quotidiens atteignait 320 pour 1 000 habitants et qu'en Grande-Bretagne où il était en 1939 de 360 pour 1000.
Au milieu des années 1920, la France évalue à 310.000 tonnes  sa consommation de pâte à papier issue de pâtes de bois, dont 180.000 tonnes, soit 60% environ, de provenance étrangère. Parmi ces 60%, les quatre cinquièmes sont issus des Pays Scandinaves, le reste venant de Tchécoslovaquie, Allemagne et Suisse. Les fabricants de pâtes du Sud-Est de la France, qui produisent 117.000 tonnes par an , sont les plus enclins à recourir à la matière première locale.  Les Papeteries du Mont-Cenis, en Savoie, tirent leurs 10.000 tonnes de la Maurienne et de la Tarentaise et celles d'Entre-deux-Guiers de la Chartreuse. D'autres usines recourent aussi aux forêts locales: Louche-Pélissier (Vizille) utilise celles de l'Oisans et du Triève. La Rochette s'approvisionne dans les vallées du Bréda et du Gelon. Les deux usines de Domène, dans l'entreprise qui doit son développement depuis le début du siècle aux associés Henri Dodo et Auguste Étienne, sont livrées par du bois des massifs de Belledonne, de la Chartreuse, du Vercors et de la Savoie. La papeterie de la Traille à Sorgues, dans le Vaucluse, ouverte en juin 1924, produit déjà 6000 tonnes en 1926, vendues un peu partout en France et aussi à l'étranger. Comme le groupe Navarre à Calais et à Rouen, ses concurrents dans le Nord, et une usine encore en projet dans Les Landes, cette papeterie vauclusienne a pour ambition de « produire en France même, avec les bois Scandinaves importés, de la pâte à meilleur marché ». La papeterie du Vaucluse emploiera en 1946 entre 1000 et 1100 ouvriers, mais avec un appoint d'énergie en charbon et une production qui s'oriente vers l'exportation de papier à cigarette. 
Très rapidement cependant, la faiblesse des approvisionnements et des stocks de matière première a entrainé des distorsions de prix. Dès 1920 le prix de la tonne de papier journal avait atteint 3500 francs. Puis il revient à 1150 francs  avant de remonter à nouveau les années suivantes, jusqu'à 3500 francs en 1925 et de rester à 2100 en 1926, puis de baisser progressivement pour revenir sous les 1000 francs en 1935, année à partir de laquelle ils remontent à nouveau, à 1130 francs 1936 et 2310 francs en 1939. Pour remédier à ces fluctuations, un Comité des papiers de presse est fondé par le décret du 13 mai 1936. Il a pour mission d'acheter le papier en gros et de le répartir, suivant les directives du ministre de l'Information. C'est un « organisme mixte », à base contractuelle, « composé de représentants de l'industrie papetière et de représentants des utilisateurs ». Ces derniers s'activent aussi de manière individuelle : dès 1927, l'ex-ministre devenu industriel Louis Loucheur, qui a racheté le Petit journal en difficulté, fonde la Société nouvelle de papeterie (Sonopa), qui investit en 1928 sur les quais de la Seine près de Rouen, dans la première grosse usine à papier journal de France. Pour ce grand projet, Loucheur a acquis les terrains des Aciéries de Grand-Couronne, en faillite, grâce aux crédits des dommages de guerre. 
Sous l'Occupation en France, les subventions des autorités allemandes ou de Vichy, pour équilibrer les comptes d’exploitation, pallient les premières pénuries de papier qui font que « les dépenses des entreprises en 1943-1944 sont inférieures à celles de 1941 » avec pour corollaire une diminution de la pagination et des tirages des journaux, de 10 % pour tous les journaux. Certains titres, rentables, veillent à placer leurs profits en vue de l’après-guerre. 
De grands titres souffrent, au sein de la presse compromise, comme Paris-Soir, qui passe de 970 000 à 387 000 exemplaires entre décembre 1940 et novembre 1943. En 1944, près de 1 350 titres clandestins sont recensés sur l’ensemble du territoire mais leurs tirages sont souvent très modestes, à quelques exceptions comme Défense de la France ou Franc-Tireur, qui passe de 15 000 exemplaires en 1942 à 120 000 fin 1943.

### Après la Seconde Guerre mondiale
Les chercheurs en Histoire ont mis en lumière le rôle joué par le contingentement du papier-journal en France après la Seconde guerre mondiale, notamment au cours de la période 1944-1958, qui l'a vu jouer le rôle discrêt d'une censure déguisée, selon les recherches de l'historien Thierry Cottour. Pourtant, la volonté d'offrir à toutes les familles politiques démocrates « une égale faculté de s’exprimer, en dépit de la pénurie de papier-journal » domine l’article 15 de l’ordonnance du 30 septembre 1944 et son autorisation préalable de reparution.
Lors de l’insurrection parisienne, les locaux de Paris-Soir et du Petit Parisien furent occupés le 19 août 1944 par Ce Soir, Front national et L'Humanité puis la gestion des imprimeries confiée à l’administration des Domaines et des commissaires de la République, sauf pour la presse n’ayant aucun caractère politique. Sur les 206 quotidiens de 1939, seulement 18 sont autorisés  mais leurs salariés se recyclent: parmi les 9 000 dossiers de journalistes étudiés par la commission d’épuration, pas plus d'environ 700  subissent une suspension, dont 90 % pour moins de deux ans. Parmi eux, d'ex-responsables qui ont  conservé rendu quelques services à la Résistance. 
L’État et les principaux acteurs s’accordent alors pour une réorganisation de la presse qui la préserve des excès du marché, en façonnant son environnement pour « donner aux journaux des conditions de survie indépendantes de leur taille »: c'est l'hétéro-régulation, consensuelle, de l'accès aux deux principales matières premières (information et papier) aux rotatives et à la distribution. L'État compte sur quatre structures-piliers, dont 3 nouvelles: l'AFP et le CPP pour les matières premières, la SNEP et les NMPP pour imprimer et distribuer sans avantager personne. 
L'AFP, fondée en 1944 pour remplacer l'Agence Havas, repose sur « une logique de corégulation », donnant à ses clients « la possibilité d’infléchir la politique de prix », comme à l'agence américaine Associated Press, dotée « elle aussi d'un statut de coopérative », même si celui de l'AFP est biaisé par le rôle de « prêteur en dernier ressort » que joue l’État. Ce dernier réquisitionne les messageries Hachette pour cause de collaboration: par la Loi Bichet de 1947, il crée des coopératives, régulées, pour « l’égalité de traitement entre les entreprises de presse », comme les Nouvelles messageries parisiennes de presse (NMPP), dont Hachette conserve cependant 49%, avec deux règles : fourniture d’un journal en tout point du territoire pour un prix unique et subvention-croisée, les magazines assurant une partie du coût de distribution des quotidiens. 
De son côté, le comité le Comité des papiers de presse (CPP) de 1936 est chargé des importations mais « achète en mai 1946 la production des usines françaises aussi ». Jusqu'en juillet 1947, il veille à la répartition des bobines de papier, mais il est sévèrement contesté dès janvier 1945, date à laquelle le syndicat national des journalistes a demandé la mise sous séquestre de ce "trust du papier". Récurrentes, les critiques contre la politique de ce « trust du papier » obligeront à le transformer en juillet 1947 en "Société professionnelle des papiers de presse (SPPP), dans laquelle les syndicats patronaux sont majoritaires, à la demande de la Fédération nationale de la presse française (FNPF), organisation patronale d'Albert Bayet. La SPPP est chargée de veiller à l'égalité des chances entre journaux, via une péréquation des prix du papier, pour assurer une égalité entre petits et grands éditeurs de journaux et entre les différentes imprimeries, qu'elles soient proches où éloignées des usines de papier.
Après la guerre, la lecture de journaux avait explosé, grâce à une offre démultipliée et l'apparition de très nombreux titres libres. Certains, comme Le Monde ont doublé leur tirage moyen sur l'année 1945 pour atteindre 100000 exemplaires. Mais face à cette « forte demande » qui dope les prix, l'offre de papier n'est pas dimensionnée en rapport, sur un marché oligopolistique, dominé par les firmes scandinaves et canadiennes. En janvier 1945, la consommation moyenne de papier journal en France plafonne ainsi à 5200 tonnes par mois, puis est divisée par deux le mois suivant, les journaux réduisant leur format ou leur tirage pour ne pas se ruiner, car les stocks restent très faibles, l'équivalent de la consommation française totale de cinq semaines, ce qui oblige à recourir à l'importation en provenance du marché suisse. Ce bas niveau de stock rend les prix imprévisibles, ruineux et très spéculatifs. Le quotidien Le Monde estime alors qu'il faudrait 7000 tonnes par mois pour rendre aux journaux « leur format ou leur tirage normaux » et souligne que seul « le Canada, dont la production est considérable, serait en mesure de nous livrer du papier journal en quantité suffisante », en dénonçant le fait qu'un marché conclu avec les papetiers canadiens, pourtant financé, « n'a jamais pu être exécuté ». Le Monde réclame la création d'un « commissaire au papier » car l'importation du papier dépend d'au moins trois ministères (production industrielle, économie nationale, finances, affaires étrangères), diluant les responsabilités alors que sous l'Occupation un ministère de l’Information contrôlait plusieurs prix essentiels (papier, publicité...). 
Après deux années d'expansion de la presse, c'est le reflux partiel : le tirage de la presse parisienne passe de 6 à 4,5 millions d'exemplaires entre 1946 et 1948, en raison d'un recto-verso demi-format qui perdure jusqu’en 1946 et d'une vétusté du matériel qui entraîne une productivité des imprimeries plus faible que dans les pays anglo-saxons. Côté papier, la situation ne va pas s'améliorer. Fin 1947, Le Monde estime que pour revenir à des quotidiens de quatre pages, il faudrait importer 15000 tonnes de papier étranger et 25000 tonnes de pâte à papier, pour un coût estimé à environ 6 millions de dollars, montant du crédit que la Fédération des grands éditeurs de la presse demande au gouvernement. Les quotidiens soulignent alors que l'influence de la France dans le Monde dépend pour une large part de l'autorité de sa presse. Le Monde observe en particulier que la diminution du nombre des pages ne réduit pas la plupart des frais (rédaction, imprimerie et distribution) et comprime surtout la publicité.
Entre-temps, le résistant Gaston Defferre a rédigé un projet de nouveau statut de la presse en mars 1946, qui prévoit de reverser un tiers du capital de chaque journal à ses salariés. Une autre, émanant de la FNPF, propose en novembre 1946 que la majorité du capital soit détenue par l’équipe de rédaction, avec un droit de veto en assemblée. Mais aucun des deux n'est étudié par l’Assemblée nationale. Les nouveaux dirigeants de France-Soir et du Parisien libéré n'y voient plus aucun intérêt. Finalement, la loi de 1946 créé une Société nationale des entreprises de presse (SNEP), nationalisée, chargée de redistribuer le parc de rotatives. Sa présidence est confiée à Jean Pierre-Bloch, qui récupère un ensemble d’imprimeries délabrées dont le nombre évolue en fonction de la volonté gouvernementale. Selon le service des séquestres d’imprimeries, la SNEP n'avait repris que 226 entreprises en juillet 1951, essentiellement en région parisienne, mais 1060 lui échappent malgré leur inscription sur la liste des transferts par décret. Le Monde avait dû réintégrer tous les ouvriers de fabrication revenus de déportation et la FNPF s'était engagée à garder tous les ouvriers des imprimeries, même quand la charge de travail baisse avec une pagination divisée par deux début 1945, et ceux-ci réclament des embauches quand elle augmente ensuite.
L'historien Thierry Cottour a décrit dans un livre comment, dans l’après-guerre, la manipulation de ces stocks de papier beaucoup trop bas a permis au gouvernement de « discriminer les textes (journaux ou ouvrages) publiés ». De fait, les paginations des principaux quotidiens sont restés très faibles jusqu'en 1950 et faibles jusqu'en 1960, progressant beaucoup moins vite qu'après la guerre de 14-18. Le prix du papier journal reste un problème, pour un grand quotidien comme Le Monde, fondé en 1944, pendant ses 12 à 15 premières années d'existence. Par ailleurs, les paginations sont inégales d'un quotidien à l'autre, le journal communiste L'Humanité étant moins approvisionné, et parfois au sein même d'un groupe de presse, comme Hahette, où France-Soir est mieux approvisionné que Paris-Presse.

### La crise de 1950-1951
En 1950-1951, une crise du papier oblige les quotidiens à relever leur prix de vente de 80%, pour répercuter strictement la hausse du prix du papier importé, passé de 104,69 dollars la tonne à 187,14 dollars de mai 1950 à mars 1951. En 1950, la production mondiale, de 8,847 millions de tonnes, s'est en effet retrouvée en deçà d'une consommation qui s'est élevée à 8 993 millions de tonnes, soit un déficit de 0,046 millions de tonnes. Les importations françaises en représentent près des deux-tiers à elles seules. La spéculation aggrave ensuite la crise : à Paris en juillet 1951, le prix du papier Scandinave grimpe à 350 dollars la tonne. Cette hausse de 250% est plus forte que dans les autres pays : le prix de la tonne est passé en Égypte de 140 dollars à 336, en Belgique de 124 à 280 dollars, en Italie de 158 à 280 dollars.
Entre-temps, une Conférence internationale des matières premières s'est réunie à Washington au début de 1951, sous le leadership des Etats-Unis, et a créé un Comité chargé de l'allocation du papier journal face à « la pénurie des pâtes ». Puis en juin 1951 en France, un rapport au comité interprofessionnel du papier de presse a souligné l'insuffisance en résineux, bien connue, des forêts françaises et propose de diminuer le besoin d'importations, qui représente alors 280 000 tonnes de pâtes faites de résineux, en utilisant de la pâte de paille. La paille coûte alors 1 200 à 1 800 francs la tonne, beaucoup moins que le bois, car ce matériau est disponible à hauteur de 30 millions de tonnes par an en France. Les professionnels espèrent l'utiliser dans la fabrication des papiers d'impression, voire dans celle du papier journal, malgré sa moindre résistance, ce qui est cependant rendu difficile par la vitesse des machines. Le Monde estime alors en août 1951 que« si aucune réglementation n'intervient sur le plan international la tendance à une hausse spéculative ne pourra que s'affirmer ».
Le Monde déclare le mois suivant que cette crise mondiale « compromet en Europe la liberté de la presse », tout en observant une « mauvaise répartition de la matière première », alors que la production du Canada est passée de 2,6 millions de tonnes (environ 40% de la production mondiale) en 1938 à 4,7  millions de tonnes en 1950, atteignant ainsi la moitié de la production mondiale.
Alors que les États-Unis pesaient en 1938 environ 44 % de la consommation mondiale de papier-journal, ils sont passés à 60 % douze ans plus tard, captant à eux seuls plus que l'accroissement de la production mondiale, qui a représenté, sur cette période, plus de 2 millions de tonnes, ce qui fait que « l'Inde consomme par année en papier journal ce que les États-Unis consomment en un jour ».
La conférence générale de l'UNESCO décide au même moment d'alerter les opinions publiques, dans l'espoir de faire intervenir les organismes internationaux, « en vue d'un accroissement de la production ». Les éditeurs de presse font alors jouer la concurrence entre producteurs de papier, en contournant le monopole de la SFPP. À partir de 1987, le marché devient complètement libre: le rôle de la coopérative CCP devient alors très réduit. 
Pénurie de papier: les paginations moyenne en presse quotidienne nationale sur la période 1945-1960.
| Journaux   | France-Soir | Le Monde | Le Figaro | L'Humanité | Paris-Presse |
| Année 1945 | 2           | 2        | 2         | 2          | 2            |
| Année 1948 | 4           | 8        | 6         | 4          | 4            |
| Année 1950 | 10          | 12       | 10        | 6          | 8            |
| Année 1952 | 12          | 16       | 12        | 8          | 10           |
| Année 1954 | 14          | 16       | 14        | 8          | 10           |
| Année 1956 | 8           | 16       | 16        | 8          | 16           |
| Année 1958 | 20          | 16       | 20        | 10         | 14           |
| Année 1960 | 18          | 16       | 22        | 12         | 18           |

Entre 1990 et 1993, le prix du papier journal chute et passe de 9% à 6% des dépenses totales pour un grand quotidien comme Le Monde, avant de rebondir brutalement en 1994 pour prendre près de 50%.

## Le papier journal amélioré
Constitué de deux tiers de pâte à papier mécanique et un tiers de pâte chimique, contenant 10 à 20 % de charges minérales, parfois légèrement collé. 
C’est un papier disponible en 58 à 72 g m−2 employé pour l’impression en offset ou en héliogravure des magazines ou journaux périodiques et pour certains travaux bon marché.

## Autres utilisations, recyclage

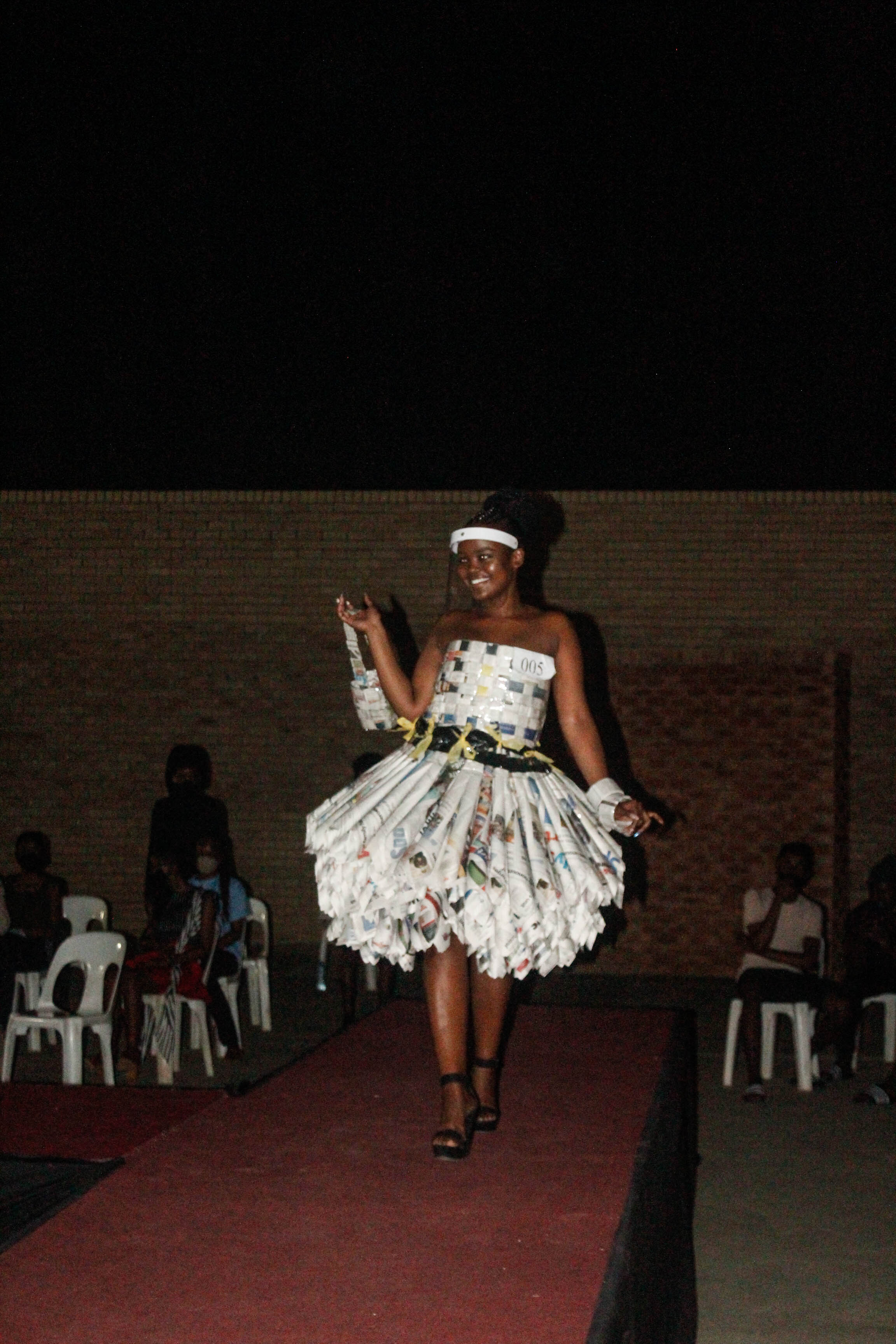
Robe en papier journal lors d'un défilé de mode au Botswana.

Le papier journal est parfois employé en remplacement d'autres papiers de qualité inférieure, comme le papier bulle grossier destiné à l'emballage. Il sert aussi pour les tableaux de conférence.
Le papier journal imprimé est parfois recyclé :
- en guise de papier toilette ;
- pour allumer les feux de poêle ou de cheminée ;
- pour protéger le sol d'une pièce lors de la peinture.